# Black Bottom (Lied)
Black Bottom ist ein Popsong, den Ray Henderson (Musik), B. G. DeSylva und Lew Brown (Text) verfassten und 1926 veröffentlichten.

## Hintergrund
Der Song steht in Verbindung mit dem gleichzeitig populären Gesellschaftstanz Black Bottom. Erstmals vorgestellt wurde Black Bottom von Ann Pennington, The McCarthy Singers, Frances Wilson und Tom Patricola in der Revue George White's Scandals of 1926, die am New Yorker Apollo Theater am 14. Juni 1926 Premiere hatte.
Black Bottom ist als „schneller rhythmischer Song“ in E-Dur geschrieben, in der Form  AA'BA'. „Wie der Song Charleston stellt das Lied den Backbeat oder antizipierten dritten Beat heraus. Die Harmonik ist nicht so interessant, indes meist tonisch und dominant, obwohl sich in der Veröffentlichung eine kleine harmonische Spielart zeigt, die sich auf dem Quintenzirkel bewegt.“

## Erste Aufnahmen
Zu den ersten Musikern, die den Song ab 1926 aufnahmen, gehörten Lou Gold & His Orchestra (Gesang: Arthur Fields), Johnny Hamp's Kentucky Serenaders (Victor), Joe Candullo (Banner), Sam Lanin (Cameo), Annette Hanshaw (Pathé), James P. Johnson („Black Bottom Dance“), in Berlin Felix Lehmann, Sam Wooding („Schlechte Absichten“), Julian Fuhs, Arthur Briggs’ Savoy Syncop's Orchestra, Gabriel Formiggini mit seinem Orchester, Efim Schachmeister, Bela Dajos, Herbert Glad, Odeon Syncopators (Harry Radermann), Max Kuttner und die Truso-Gruppen.

## Spätere Coverversionen
Der Diskograf Tom Lord listet im Bereich des Jazz insgesamt 90 (Stand 2015) Coverversionen, u. a. von Benny Carter, Bunny Berigan, Sidney Bechet, Bob Crosby, Eddie Condon, Ted Heath, Manny Albam, George Melly, Hazy Osterwald, Alex Welsh, Pasadena Roof Orchestra, Vic Dickenson, Stéphane Grappelli/Bucky Pizzarelli, The Temperance Seven sowie zahlreichen Dixieland- und Revivalbands. Verwendung fand der Song auch in mehreren Filmen; Judy Garland sang Black Bottom in A Star Is Born (1954), Sheree North, Jacques D'Ambroise und ein Chor in The Best Things In Life Are Free (1956). 
Ray Hendersons Komposition ist nicht zu verwechseln mit dem Black Bottom Stomp von Jelly Roll Morton.